# La papaia di Senan
Nel libro La Papaia di Senan Paolo Valente presenta 22 favole da lui stesso raccolte nei villaggi del Benin, piccolo Paese dell'Africa occidentale.
I racconti provengono tutti dalla ricca tradizione orale beninese. L'autore ha scelto e riformulato in parole adatte ai bambini europei quelle favole che esprimono con chiarezza valori universali, quelli condivisi da tutta l'umanità, al di là delle distanze geografiche e delle differenze culturali: la sincerità, la condivisione, la generosità, il rispetto per i bambini e per gli anziani, la famiglia, la salvaguardia dell'ambiente naturale.
Il volume è edito da EMI, Bologna 2006.